# Ariel Bercovich
Ariel Bercovich (Buenos Aires, 24 mars 1976) est un poète, musicien et journaliste argentin et israélien. Son œuvre parle sur la situation d’Israël du point de vue d’un outsider. Il collabore pour le programme de radio Autour du temps en 80 mots.
Un procès de la Junta de la dictature argentine amène sa famille en Israël en 1995 par leurs idéaux gauchistes. Il commence à écrire de la poésie pendant son service militaire. Il a participé à la bande son de quelques films et écrit pour divers journaux argentins.

## Œuvres
- Einshem (2004)
- Batei Cafe Tzad Alef (2002)
- Yoman Berlin (2001)
- Estofado Astral (1994)

## Filmographie
- Viva el espaniol (2004)
- Tiul Tel Aviv (2002)
- Kan Hahaym Iafim (1999)